# Eleições autárquicas portuguesas de 1979 no distrito de Vila Real
| Eleições autárquicas portuguesas de 1979 Distritos: Aveiro \| Beja \| Braga \| Bragança \| Castelo Branco \| Coimbra \| Évora \| Faro \| Guarda \| Leiria \| Lisboa \| Portalegre \| Porto \| Santarém \| Setúbal \| Viana do Castelo \| Vila Real \| Viseu \| Açores \| Madeira |

## Resultados por concelho
Os resultados nos concelhos do distrito de Vila Real foram os seguintes:

### Alijó
| Partido                 | Partido                   | Votos  | %               | +/-   | Vereadores | +/-     |
| ----------------------- | ------------------------- | ------ | --------------- | ----- | ---------- | ------- |
|                         | Aliança Democrática       | 5 919  | 58,92 / 100,00  | Novo  | 5 / 7      | Novo    |
|                         | Partido Socialista        | 3 374  | 33,59 / 100,00  | 6,76  | 2 / 7      | 1       |
|                         | Aliança Povo Unido        | 366    | 3,64 / 100,00   | 1,09  | 0 / 7      | Estável |
|                         | União Democrática Popular | 71     | 0,71 / 100,00   | -     | 0 / 7      | -       |
| Votos Inválidos         | Votos Inválidos           | 315    | 3,13 / 100,00   | 3,16  |            |         |
| Total                   | Total                     | 10 045 | 100,00 / 100,00 |       | 7 / 7      |         |
| Eleitorado/Participação | Eleitorado/Participação   | 12 618 | 79,61 / 100,00  | 11,53 |            |         |

### Boticas
| Partido                 | Partido                   | Votos | %               | +/-   | Vereadores | +/-     |
| ----------------------- | ------------------------- | ----- | --------------- | ----- | ---------- | ------- |
|                         | Partido Social Democrata  | 2 673 | 62,37 / 100,00  | 17,88 | 4 / 5      | 1       |
|                         | Partido Socialista        | 808   | 18,85 / 100,00  | 9,12  | 1 / 5      | 1       |
|                         | Centro Democrático Social | 309   | 7,21 / 100,00   | 5,54  | 0 / 5      | Estável |
|                         | Aliança Povo Unido        | 258   | 6,02 / 100,00   | 2,06  | 0 / 5      | Estável |
| Votos Inválidos         | Votos Inválidos           | 238   | 5,55 / 100,00   | 1,16  |            |         |
| Total                   | Total                     | 4 286 | 100,00 / 100,00 |       | 5 / 5      |         |
| Eleitorado/Participação | Eleitorado/Participação   | 5 950 | 72,03 / 100,00  | 16,83 |            |         |

### Chaves
| Partido                 | Partido                   | Votos  | %               | +/-   | Vereadores | +/-     |
| ----------------------- | ------------------------- | ------ | --------------- | ----- | ---------- | ------- |
|                         | Partido Social Democrata  | 15 145 | 69,30 / 100,00  | 18,92 | 6 / 7      | 1       |
|                         | Partido Socialista        | 3 980  | 18,21 / 100,00  | 7,35  | 1 / 7      | 1       |
|                         | Aliança Povo Unido        | 1 309  | 5,99 / 100,00   | 1,58  | 0 / 7      | Estável |
|                         | União Democrática Popular | 383    | 1,75 / 100,00   | -     | 0 / 7      | -       |
|                         | PCTP/MRPP                 | 260    | 1,19 / 100,00   | 1,30  | 0 / 7      | Estável |
| Votos Inválidos         | Votos Inválidos           | 778    | 3,56 / 100,00   | 4,24  |            |         |
| Total                   | Total                     | 21 855 | 100,00 / 100,00 |       | 7 / 7      |         |
| Eleitorado/Participação | Eleitorado/Participação   | 32 402 | 67,45 / 100,00  | 11,01 |            |         |

### Mesão Frio
| Partido                 | Partido                   | Votos | %               | +/-   | Vereadores | +/-     |
| ----------------------- | ------------------------- | ----- | --------------- | ----- | ---------- | ------- |
|                         | Partido Social Democrata  | 1 755 | 58,09 / 100,00  | 3,77  | 3 / 5      | Estável |
|                         | Partido Socialista        | 917   | 30,35 / 100,00  | 0,56  | 2 / 5      | Estável |
|                         | Aliança Povo Unido        | 133   | 4,40 / 100,00   | 1,63  | 0 / 5      | Estável |
|                         | União Democrática Popular | 53    | 1,75 / 100,00   | -     | 0 / 5      | -       |
| Votos Inválidos         | Votos Inválidos           | 163   | 5,39 / 100,00   | 1,01  |            |         |
| Total                   | Total                     | 3 021 | 100,00 / 100,00 |       | 5 / 5      |         |
| Eleitorado/Participação | Eleitorado/Participação   | 4 037 | 74,83 / 100,00  | 13,40 |            |         |

### Mondim de Basto
| Partido                 | Partido                   | Votos | %               | +/-   | Vereadores | +/-     |
| ----------------------- | ------------------------- | ----- | --------------- | ----- | ---------- | ------- |
|                         | Centro Democrático Social | 1 705 | 39,79 / 100,00  | 6,58  | 2 / 5      | 1       |
|                         | Partido Social Democrata  | 1 202 | 28,05 / 100,00  | 1,31  | 2 / 5      | 1       |
|                         | Partido Socialista        | 1 095 | 25,55 / 100,00  | 9,79  | 1 / 5      | Estável |
|                         | Aliança Povo Unido        | 80    | 1,87 / 100,00   | 0,11  | 0 / 7      | Estável |
|                         | União Democrática Popular | 64    | 1,49 / 100,00   | -     | 0 / 7      | -       |
| Votos Inválidos         | Votos Inválidos           | 139   | 3,25 / 100,00   | 0,78  |            |         |
| Total                   | Total                     | 4 285 | 100,00 / 100,00 |       | 5 / 5      |         |
| Eleitorado/Participação | Eleitorado/Participação   | 5 663 | 75,67 / 100,00  | 12,86 |            |         |

### Montalegre
| Partido                 | Partido                  | Votos  | %               | +/-   | Vereadores | +/-     |
| ----------------------- | ------------------------ | ------ | --------------- | ----- | ---------- | ------- |
|                         | Partido Social Democrata | 5 708  | 63,39 / 100,00  | 8,36  | 5 / 7      | 1       |
|                         | Partido Socialista       | 2 224  | 24,70 / 100,00  | 4,68  | 2 / 7      | 1       |
|                         | Aliança Povo Unido       | 680    | 7,55 / 100,00   | 2,95  | 0 / 7      | Estável |
| Votos Inválidos         | Votos Inválidos          | 393    | 4,37 / 100,00   | 2,42  |            |         |
| Total                   | Total                    | 9 005  | 100,00 / 100,00 |       | 7 / 7      |         |
| Eleitorado/Participação | Eleitorado/Participação  | 13 082 | 68,84 / 100,00  | 12,79 |            |         |

### Murça
| Partido                 | Partido                   | Votos | %               | +/-   | Vereadores | +/-     |
| ----------------------- | ------------------------- | ----- | --------------- | ----- | ---------- | ------- |
|                         | Partido Social Democrata  | 1 430 | 36,63 / 100,00  | 13,73 | 2 / 5      | 1       |
|                         | Centro Democrático Social | 1 228 | 31,45 / 100,00  | 13,20 | 2 / 5      | 1       |
|                         | Partido Socialista        | 788   | 20,18 / 100,00  | 2,34  | 1 / 5      | Estável |
|                         | Aliança Povo Unido        | 310   | 7,94 / 100,00   | 4,78  | 0 / 5      | Estável |
| Votos Inválidos         | Votos Inválidos           | 148   | 3,80 / 100,00   | 1,92  |            |         |
| Total                   | Total                     | 3 904 | 100,00 / 100,00 |       | 5 / 5      |         |
| Eleitorado/Participação | Eleitorado/Participação   | 5 726 | 68,18 / 100,00  | 4,48  |            |         |

### Peso da Régua
| Partido                 | Partido                 | Votos  | %               | +/-   | Vereadores | +/-     |
| ----------------------- | ----------------------- | ------ | --------------- | ----- | ---------- | ------- |
|                         | Partido Socialista      | 5 099  | 51,47 / 100,00  | 16,07 | 4 / 7      | 1       |
|                         | Aliança Democrática     | 3 852  | 38,88 / 100,00  | Novo  | 3 / 7      | Novo    |
|                         | Aliança Povo Unido      | 474    | 4,78 / 100,00   | 1,03  | 0 / 7      | Estável |
| Votos Inválidos         | Votos Inválidos         | 482    | 4,86 / 100,00   | 1,60  |            |         |
| Total                   | Total                   | 9 907  | 100,00 / 100,00 |       | 7 / 7      |         |
| Eleitorado/Participação | Eleitorado/Participação | 14 075 | 70,39 / 100,00  | 15,52 |            |         |

### Ribeira de Pena
| Partido                 | Partido                    | Votos | %               | +/-   | Vereadores | +/-     |
| ----------------------- | -------------------------- | ----- | --------------- | ----- | ---------- | ------- |
|                         | Partido Popular Monárquico | 3 148 | 71,51 / 100,00  | 39,51 | 4 / 5      | 2       |
|                         | Partido Socialista         | 953   | 21,65 / 100,00  | 5,76  | 1 / 5      | Estável |
|                         | Aliança Povo Unido         | 112   | 2,54 / 100,00   | 1,21  | 0 / 5      | Estável |
| Votos Inválidos         | Votos Inválidos            | 189   | 4,30 / 100,00   | 3,65  |            |         |
| Total                   | Total                      | 4 402 | 100,00 / 100,00 |       | 5 / 5      |         |
| Eleitorado/Participação | Eleitorado/Participação    | 6 095 | 72,22 / 100,00  | 15,19 |            |         |

### Sabrosa
| Partido                 | Partido                  | Votos | %               | +/-   | Vereadores | +/-     |
| ----------------------- | ------------------------ | ----- | --------------- | ----- | ---------- | ------- |
|                         | Partido Social Democrata | 2 874 | 61,24 / 100,00  | 19,13 | 4 / 5      | 1       |
|                         | Partido Socialista       | 1 223 | 26,06 / 100,00  | -     | 1 / 5      | -       |
|                         | Aliança Povo Unido       | 292   | 6,22 / 100,00   | 1,12  | 0 / 5      | Estável |
|                         | PCTP/MRPP                | 93    | 1,98 / 100,00   | -     | 0 / 5      | -       |
| Votos Inválidos         | Votos Inválidos          | 211   | 4,50 / 100,00   | 9,51  |            |         |
| Total                   | Total                    | 4 693 | 100,00 / 100,00 |       | 5 / 5      |         |
| Eleitorado/Participação | Eleitorado/Participação  | 6 130 | 76,56 / 100,00  | 8,25  |            |         |

### Santa Marta de Penaguião
| Partido                 | Partido                 | Votos | %               | +/-   | Vereadores | +/-     |
| ----------------------- | ----------------------- | ----- | --------------- | ----- | ---------- | ------- |
|                         | Aliança Democrática     | 2 924 | 53,01 / 100,00  | Novo  | 3 / 5      | Novo    |
|                         | Partido Socialista      | 2 166 | 39,27 / 100,00  | 7,35  | 2 / 5      | Estável |
|                         | Aliança Povo Unido      | 224   | 4,06 / 100,00   | 0,51  | 0 / 5      | Estável |
| Votos Inválidos         | Votos Inválidos         | 202   | 3,66 / 100,00   | 2,40  |            |         |
| Total                   | Total                   | 5 516 | 100,00 / 100,00 |       | 5 / 5      |         |
| Eleitorado/Participação | Eleitorado/Participação | 7 235 | 76,24 / 100,00  | 15,42 |            |         |

### Valpaços
| Partido                 | Partido                 | Votos  | %               | +/-   | Vereadores | +/-     |
| ----------------------- | ----------------------- | ------ | --------------- | ----- | ---------- | ------- |
|                         | Aliança Democrática     | 10 381 | 80,01 / 100,00  | Novo  | 6 / 7      | Novo    |
|                         | Partido Socialista      | 1 900  | 14,64 / 100,00  | 2,52  | 1 / 7      | Estável |
|                         | Aliança Povo Unido      | 289    | 2,23 / 100,00   | 1,17  | 0 / 7      | Estável |
| Votos Inválidos         | Votos Inválidos         | 405    | 3,12 / 100,00   | 2,71  |            |         |
| Total                   | Total                   | 12 975 | 100,00 / 100,00 |       | 7 / 7      |         |
| Eleitorado/Participação | Eleitorado/Participação | 17 697 | 73,32 / 100,00  | 12,56 |            |         |

### Vila Pouca de Aguiar
| Partido                 | Partido                 | Votos  | %               | +/-   | Vereadores | +/-     |
| ----------------------- | ----------------------- | ------ | --------------- | ----- | ---------- | ------- |
|                         | Aliança Democrática     | 5 586  | 63,35 / 100,00  | Novo  | 5 / 7      | Novo    |
|                         | Partido Socialista      | 2 600  | 29,49 / 100,00  | 5,77  | 2 / 7      | 1       |
|                         | Aliança Povo Unido      | 355    | 4,03 / 100,00   | 0,53  | 0 / 7      | Estável |
|                         | PCTP/MRPP               | 0      | 0,00 / 100,00   | -     | 0 / 7      | -       |
| Votos Inválidos         | Votos Inválidos         | 276    | 3,13 / 100,00   | 3,72  |            |         |
| Total                   | Total                   | 8 817  | 100,00 / 100,00 |       | 7 / 7      |         |
| Eleitorado/Participação | Eleitorado/Participação | 12 413 | 71,03 / 100,00  | 11,19 |            |         |

### Vila Real
| Partido                 | Partido                   | Votos  | %               | +/-   | Vereadores | +/-     |
| ----------------------- | ------------------------- | ------ | --------------- | ----- | ---------- | ------- |
|                         | Partido Social Democrata  | 14 242 | 61,44 / 100,00  | 28,43 | 5 / 7      | 2       |
|                         | Partido Socialista        | 4 978  | 21,47 / 100,00  | 4,91  | 2 / 7      | Estável |
|                         | Aliança Povo Unido        | 2 231  | 9,62 / 100,00   | 2,22  | 0 / 7      | Estável |
|                         | União Democrática Popular | 581    | 2,51 / 100,00   | -     | 0 / 7      | -       |
|                         | PCTP/MRPP                 | 294    | 1,27 / 100,00   | 0,23  | 0 / 7      | Estável |
| Votos Inválidos         | Votos Inválidos           | 856    | 3,69 / 100,00   | 3,17  |            |         |
| Total                   | Total                     | 23 182 | 100,00 / 100,00 |       | 7 / 7      |         |
| Eleitorado/Participação | Eleitorado/Participação   | 29 827 | 77,72 / 100,00  | 7,77  |            |         |